# Ефетов, Константин Александрович
Константи́н Алекса́ндрович Ефе́тов (род. 18 июля 1958, Симферополь) — советский, украинский и российский учёный (биолог, врач, биохимик) и писатель

, доктор биологических наук, профессор, академик Российской академии естествознания, академик Крымской академии наук, почётный работник науки и высоких технологий Российской Федерации (2019), заслуженный деятель науки и техники Украины (2004), заслуженный деятель науки и техники Республики Крым (2019) и РАЕ, заслуженный деятель науки и образования РАЕ, член Союза писателей России, заведующий кафедрой биохимии и лабораторией биотехнологии Медицинской академии имени С. И. Георгиевского ФГАОУ ВО «КФУ им. В. И. Вернадского».

## Биография
Родился в Симферополе 18 июля 1958 года. В 1975 году после окончания школы с золотой медалью поступил в Крымский мединститут, который с отличием окончил в 1981 году. После окончания аспирантуры в 1986 году защитил кандидатскую диссертацию на тему «Устойчивость конформации иммуноглобулинов G в норме и при хроническом лимфолейкозе» (научный руководитель — член-корреспондент Академии наук Украины, заслуженный деятель науки Украины, профессор Г. В. Троицкий). В 1986 году стал одним из основателей гибридомной лаборатории в КГМУ. С 1986 года работал старшим, ведущим, а затем главным научным сотрудником КГМУ; с 1992 года — заведующий лабораторией биотехнологии. В 1994 году защитил докторскую диссертацию на тему «Исследование иммуноглобулинов в норме и при патологии с помощью моноклональных антител и спектральных методов» (научный консультант — Г. В. Троицкий), в которой использовал пептиды насекомых для исследования белков человека. С 1995 года — профессор, с 1999 года — заведующий кафедрой биохимии Крымского государственного медицинского университета.
Женат. Двое детей.

## Научная деятельность
Главными областями научных интересов К. А. Ефетова являются молекулярная иммунология, эволюционная биология и биосистематика. С помощью спектральных методов он доказал существование изменения конформации иммуноглобулинов человека при злокачественных новообразованиях. Впервые предложил использовать белки и пептиды насекомых в качестве молекул-зондов для исследования белков человека в норме и при патологии. Основал новое научное направление — моноклональную иммуносистематику, которая позволяет оценивать эволюционные взаимоотношения между биологическими видами на основе изучения их белков с помощью моноклональных антител.
К. А. Ефетовым описано подсемейство, 3 трибы, 12 новых родов, 16 подродов и 2 сорта живых организмов, открыто 39 биологических видов, обитающих в Японии, Корее, Индонезии, Китае, Тайване, Вьетнаме, Лаосе, Таиланде, Мьянме, Филиппинах, Новой Зеландии, Индии, России, Кыргызстане, Туркменистане, Афганистане, Украине, Венгрии, Словении, Италии, Швейцарии, Франции. Результаты его исследований были неоднократно представлены на международных конгрессах и симпозиумах, проводившихся в разных странах Европы. В 2004 году на базе Крымского государственного медицинского университета им был организован и проведён международный симпозиум «Биология, филогения, молекулярная биология и генетика Zygaenidae».
К. А. Ефетов — автор (соавтор) 712 публикаций, включая 105 книг и 19 патентов и авторских свидетельств. Его научные работы процитированы в публикациях ученых из 65 стран мира на 12 языках (в том числе английском, венгерском, испанском, итальянском, китайском, немецком, фарси, французском, японском). Его индекс Хирша по данным Scopus равен 33. Подготовил 1 доктора и 5 кандидатов наук, в настоящее время (2024 г.) под его руководством выполняются 1 докторская и 2 кандидатских диссертации.

## Награды и звания
К. А. Ефетов является академиком Российской академии естествознания (с 2018), академиком Крымской академии наук (с 2002), заслуженным деятелем науки и техники Украины (с 2004), почётным работником науки и высоких технологий Российской Федерации (с 2019), заслуженным деятелем науки и техники Республики Крым (с 2019), заслуженным деятелем науки и техники РАЕ (с 2018), заслуженным деятелем науки и образование РАЕ (с 2018), председателем Крымского биохимического общества (c 2006), членом Центрального совета Украинского биохимического общества (с 2006), вице-президентом Малой академии наук Крыма (с 1997), членом Союза писателей России (с 2014), Российского союза писателей (с 2014), Союза писателей Республики Крым (с 2008) и Международного Сообщества писательских союзов (с 2008), действительным членом Крымской литературной академии (с 2012). С 1992 года является членом Европейского лепидоптерологического общества (в 2005—2009 входил в состав его Совета), с 2018 года — членом Испано-Латиноамериканского лепидоптерологического общества.
За свои достижения в области биологии и медицины К. А. Ефетов награждён четырьмя золотыми медалями: «Тысяча великих учёных мира» (Великобритания, 2002), «Выдающиеся европейцы XXI века» (Великобритания, 2003), «Международный учёный года» (Великобритания, 2003), «Медаль почёта» (США, 2004), медалью «За безупречный труд и отличие» Минобрнауки РФ (2024), а также медалью им. Н. И. Вавилова (2018), золотой медалью им. В. И. Вернадского (2020) и орденом «За заслуги» (2018) РАЕ. За литературное творчество К. А. Ефетов награждён золотой медалью «Анна Ахматова» Российского союза писателей (2020), золотой медалью «Михаил Лермонтов» Российского союза писателей (2024) и медалью «Александр Пушкин» Российского союза писателей (2024). Он включён в биографические справочники «Кто есть кто в современности» (США), «Выдающиеся европейцы XXI века» (Великобритания), «Известные учёные» (Россия). В честь К. А. Ефетова учёными из Австрии, Франции, Украины и России названы 7 биологических видов (Etroga efetovi Richter, 1994; Zygaenoprocris efetovi Mollet et Tarmann, 2007; Chrysartona efetovi Parshkova, 2007; Pseudarbudas efetovi Tarmann, 2012; Turquoise d’Efetov Leraut, 2012; Negotinthia efetovi O. Gorbunov, 2019; Chamaesphecia efetovi O. Gorbunov, 2019), подвид (Tetrops gilvipes efetovi Lazarev, 2012), а также подрод живых организмов (Efetovia Mollet, 2001).
К. А. Ефетов также является лауреатом Общенациональной премии «Профессор года» Российского профессорского собрания (2018), лауреатом Государственной премии Республики Крым (1996), лауреатом Премии Совета министров Автономной Республики Крым (2000), лауреатом Премии Автономной Республики Крым (2008); награждён Почётными грамотами Президиума Верховной Рады Автономной Республики Крым (1998), Совета министров Автономной Республики Крым (1998, 2002), Министерства здравоохранения Украины (1998).
К. А. Ефетов входит в состав редакционных коллегий научных журналов «Таврический медико-биологический вестник» (Крым), «Крымский журнал экспериментальной и клинической медицины» (Крым) и «Entomologist’s Gazette» (Великобритания), а также научного сборника «Проблемы, достижения и перспективы развития медико-биологических наук и практического здравоохранения (Труды Крымского государственного медицинского университета им. С. И. Георгиевского)»; является членом редакционного совета научного сборника «Вестник морского врача».

## Литературная деятельность
В 2006—2008 годах К. А. Ефетов опубликовал несколько книг («Шокирующая тайна Сикстинской капеллы» и «Ветхозаветная тайна ребра Адама») и статей (в журналах «Химия и жизнь», «Асклепий», «Открытия и гипотезы»), посвящённых его гипотезам на стыке медицины, искусства и истории. В частности, автор утверждает, что на фресках Микеланджело в Сикстинской капелле имеется несколько «невидимых» изображений, которые, будучи рассмотренными, кардинально меняют представления зрителя о том, что именно хотел сказать своими фресками их создатель. Другая гипотеза посвящена интерпретации библейского мифа о сотворении женщины из ребра Адама: автор усматривает параллели между деталями этого мифа и биохимическим механизмом образования женских половых гормонов. Эти гипотезы получили широкий отклик в Интернете и даже были использованы в вопросах мирового чемпионата «Что? Где? Когда?».
К. А. Ефетов является автором шестидесяти пяти книг поэзии и прозы: «Взмах крыльев» (2006), «Чёрно-белый квадрат» (2009), «Жизнь „летучих мышей“» (2009), «Колодцы памяти» (2009), «Шеф говорил…» (2009), «Слова отцов» (2010), «Мудрость Востока» (2010), «Вечные истины» (2010), «Афористишия» (2010), «Афоризмы и пословицы крымских караимов в стихах» (2010), «Вечность или миг?» (2011), «Прислушиваясь к великим» (2011), «Итальянские афористишия» (2011), «Кто такой этот Шерлок Холмс?» (2011), «Алфавит мудрецов» (2012), «Вопрос ребром» (2012), «оДиНаКовость» (2012), «Жизнь забавна» (2012), «Единственное чудо» (2012), «Природы маскарад» (2013), «Исключение из правил» (2013), «Лестница истории» (2013), «Солнечные часы» (2013), «Эстафета бытия» (2014), «Рассвет» (2014), «Птица в клетку» (2014), «Стрелецкие забавы» (2014), «Просто жизнь» (2015), «БегЛЕЦ» (2015), «Сверхлёгкие намёки» (2015), «Найдите икс» (2015), «Лист бумаги» (2016), «Ноу хау» (2016), «Вопрос пропорций» (2016), «Майлстоун» (2016), «ЖэЗээЛики» (2016), «Париж как Париж» (2017), «Сахарный диабет: великие открытия и Нобелевский скандал» (2017), «Афоризмы в стихах. Станислав Ежи Лец» (2017), «В сторону другую» (2017), «Иронический супрематизм» (2017), «Многозначность» (2017), «Почти по…» (2018), «Шёпот правды» (2018), «ЖэЗээЛики-2» (2018), «Непричёсанные афористишия» (2018), «Интимология разума» (2019), «Афоризмы в стихах 2. Станислав Ежи Лец» (2019), «Афоризмы в стихах 3. Станислав Ежи Лец» (2019), «Точка над i» (2019), «Парнас и Олимп» (2019), «Афоризмы в стихах 4. Станислав Ежи Лец» (2020), «Угол наклона» (2020), «Правдивее реальности» (2020), «О смысле и жизни» (2020), «Задуматься над сокровенным» (2020), «Афоризмы в стихах 5. Станислав Ежи Лец» (2020), «То да сё» (2020), «И смех и грех» (2021), «Ожившие афористишия» (2021), «Шутки времени» (2021), «Афоризмы в стихах 6. Станислав Ежи Лец» (2021), «Сраженья с абсурдом» (2022), «Заблуждаться воспрещается!» (2022), «Афоризмы в стихах 7. Станислав Ежи Лец» (2022), «Неопределённость относительности» (2023), «Кого? Куда? Чем?» (2023), «Потому что он - она» (2024), «Прослыть рискуя пересмешником» (2024), «Размножение спорами» (2024) и др. Он также является автором текста гимна, автором флага, герба и девиза Крымского государственного медицинского университета.

## Список и выходные данные некоторых из книг К. А. Ефетова
- Ефетов К. А., Будашкин Ю. И. Высшие разноусые чешуекрылые Крыма. — Симферополь: Таврия, 1990. — 112 с. — ISBN 5-7780-0171-1. Архивировано 24 августа 2007 года.
- Мурина В. В., Степаньянц С. Д., Дехтяр М. М., … Єфетов К. О. и др. Красная книга Украины. Животный мир = Червона книга України. Тваринний світ / под ред. М. М. Щербака. — Киев: «Українська енциклопедія» імені М. П. Бажана, 1994. — 464 с. — ISBN 5-88500-064-6.
- Прусаков А. А., Козлов Е. Д., Ена В. Г., Ефетов К. А., Дулицкий А. И., Широков В.А., Широков О.В. и др. Крым: книга рекордов. — Симферополь: Сонат, 1999. — 288 с. — ISBN 966-7347-11-7. Архивировано 18 октября 2009 года.
- Efetov K. A., Tarmann G. M. Forester Moths. The genera Theresimima Strand, 1917, Rhagades Wallengren, 1863, Jordanita Verity, 1946, and Adscita Retzius, 1783 (Lepidoptera: Zygaenidae, Procridinae). — Stenstrup (Denmark): Apollo Books, 1999. — 192 p. — ISBN 87-88757-23-4. (на английском языке)
- Efetov K. A. A review of the western Palaearctic Procridinae (Lepidoptera: Zygaenidae). — Simferopol: CSMU Press, 2001. — 328 p. — ISBN 966-7348-07-5. (на английском языке)
- Efetov K. A., Tremewan W. G., Tarmann G. M. et al. Proceedings of the 7th International Symposium on Zygaenidae (Lepidoptera) (Innsbruck, Austria, September 2000) / Ed. by Efetov K. A., Tremewan W. G., Tarmann G. M. — Simferopol: CSMU Press, 2003. — 360 p. — ISBN 966-7348-21-0. (на английском языке)
- Efetov K. A. Forester and Burnet Moths (Lepidoptera: Zygaenidae). The genera Theresimima Strand, 1917, Rhagades Wallengren, 1863, Zygaenoprocris Hampson, 1900, Adscita Retzius, 1783, Jordanita Verity, 1946 (Procridinae), and Zygaena Fabricius, 1775 (Zygaeninae). — Simferopol: CSMU Press, 2004. — 272 p. — ISBN 966-7348-23-7. (на английском и русском языках)
- Каминская Г. А., Ефетов К. А. Биологическая химия. Руководство к лабораторным занятиям. — Симферополь: CSMU Press, 2005. — 100 с. — ISBN 966-7348-21-0.
- Беляев Е. А., Вийдалепп Я. Р., Глущенко Ю. Н., Дубатолов В. В., Ефетов К. А. и др. Определитель насекомых Дальнего Востока России. Т. V. Ручейники и чешуекрылые / под ред. П. А. Лера. — Владивосток: Дальнаука, 2005. — 576 с. — ISBN 5-8044-0597-7.
- Efetov K. A. Zygaenidae Крыма и других регионов Евразии = The Zygaenidae (Lepidoptera) of the Crimea and other regions of Eurasia. — Simferopol: CSMU Press, 2005. — 420 p. — ISBN 966-7348-10-5. (на английском и русском языках)
- Ефетов К. А. Шокирующая тайна Сикстинской капеллы. — Симферополь: CSMU Press, 2006. — 84 с. — ISBN 966-2969-00-4.
- Бабанин А. А., Каладзе Н. Н., Ефетов К. А. Профессора Крымского государственного медицинского университета им. С. И. Георгиевского. — Евпатория: Евпаторийский информационно-рекламный издательский центр им. 50-летия Победы, 2006. — 130 с. — ISBN 966-572-045-7.
- Efetov K. A. Шокирующая тайна Сикстинской капеллы = Das schockierende Geheimnis der Sixtinischen Kapelle. — Simferopol: CSMU Press, 2007. — 36 p. — ISBN 966-2969-11-X. (на немецком языке)
- Ефетов К. А. Концепция системы русских и украинских зоологических названий. — Симферополь: CSMU Press, 2007. — 56 с. — ISBN 966-2969-12-8.
- Белоусов И. А., Бибина К. Б., Газарян С. В., … Ефетов К. А. и др. Красная книга Краснодарского края (животные) / под ред. А. С. Замотайлова. — 2-е изд. — Краснодар: Центр развития ПТР Краснодарского края, 2007 [2008]. — 480 с. — ISBN 5-98630-015-3.
- Efetov K. A., Tarmann G. M. Chrysartona Swinhoe, 1892 (Lepidoptera: Zygaenidae, Procridinae). — Simferopol: CSMU Press, 2008. — 116 p. (на английском языке)
- Аникин В. В., Барышникова С. В., Беляев Е. А., … Ефетов К. А. и др. Каталог чешуекрылых (Lepidoptera) России / под ред. С. Ю. Синева. — СПб.: Товарищество научных изданий КМК, 2008. — 424 с. — ISBN 978-5-87317-457-7.
- Efetov K. A. Ветхозаветная тайна ребра Адама = Old Testament’s secret of the rib of Adam. — Simferopol: CSMU Press, 2008. — 100 p. — ISBN 966-29-69-17-9. (на английском языке)
- Ефетов К. А. Ветхозаветная тайна ребра Адама. — Симферополь: CSMU Press, 2008. — 124 с. — ISBN 966-2969-18-7.
- Буров Г. М., Колтухов С. Г., Петрова Э. Б., … Ефетов К. А. и др. История Крыма с древнейших времён до наших дней. — Симферополь: Атлас-компакт, 2009. — 420 с. — ISBN 966-572-621-8.
- Довгаль І. В., Дехтяр М. М., Піндрус О. М., … Єфетов К. О. и др. Красная книга Украины. Животный мир = Червона книга України. Тваринний світ / под ред. І. А. Акімова. — Киев: Глобалконсалтинг, 2009. — 600 с. — ISBN 978-966-97059-0-7.
- Efetov K. A., Tarmann G. M. A checklist of the Palaearctic Procridinae (Lepidoptera: Zygaenidae). — Simferopol - Innsbruck: CSMU Press, Nata, 2012. — 108 p. — ISBN 978-966-8926-66-2. (на английском языке)

### Поэтические сборники
- Ефетов К. А. Взмах крыльев. — Симферополь: CSMU Press, 2006. — 64 с. — ISBN 966-7348-22-9.
- Ефетов К. А. Чёрно-белый квадрат. — Симферополь: CSMU Press, 2009. — 96 с. — ISBN 966-2969-08-X.
- Ефетов К. А. Жизнь „летучих мышей“. — Симферополь: CSMU Press, 2009. — 100 с. — ISBN 978-966-435-253-3.
- Ефетов К. А. Колодцы памяти. — Симферополь: CSMU Press, Таврия, 2009. — 124 с. — ISBN 978-966-435-269-4.
- Ефетов К. А. Шеф говорил… — Симферополь: CSMU Press, Таврия, 2009. — 84 с. — ISBN 978-966-435-278-6.
- Ефетов К. А. Слова отцов. — Симферополь: CSMU Press, Таврия, 2010. — 128 с. — ISBN 978-966-435-289-2.
- Ефетов К. А. Мудрость Востока. — Симферополь: CSMU Press, Таврия, 2010. — 104 с. — ISBN 978-966-435-291-5.
- Ефетов К. А. Вечные истины. — Симферополь: CSMU Press, Доля, 2010. — 116 с. — ISBN 978-966-366-272-5.
- Ефетов К. А. Афористишия. — Симферополь: CSMU Press, Доля, 2010. — 100 с. — ISBN 978-966-366-453-8.
- Ефетов К. А. Афоримзмы и пословицы крымских караимов в стихах. — Симферополь: Доля, 2010. — 172 с. — ISBN 978-966-366-465-1.
- Ефетов К. А. Вечность или миг? — Симферополь: CSMU Press, Доля, 2011. — 100 с. — ISBN 978-966-366-487-3.
- Ефетов К. А. Прислушиваясь к великим. — Симферополь: CSMU Press, Доля, 2011. — 100 с. — ISBN 978-966-366-510-8.
- Ефетов К. А. Итальянские афористишия. — Симферополь: CSMU Press, Доля, 2011. — 96 с. — ISBN 978-966-366-499-6.
- Ефетов К. А. Кто такой этот Шерлок Холмс? — Симферополь: CSMU Press, Доля, 2011. — 96 с. — ISBN 978-966-366-520-7.
- Ефетов К. А. Алфавит мудрецов — Симферополь: CSMU Press, Доля, 2012. — 96 с. — ISBN 978-966-366-502-3.
- Ефетов К. А. Вопрос ребром — Симферополь: CSMU Press, Доля, 2012. — 92 с. — ISBN 978-966-366-548-1.
- Ефетов К. А. оДиНаКовость — Симферополь: CSMU Press, Доля, 2012. — 96 с. — ISBN 978-966-366-563-4.
- Ефетов К. А. Жизнь забавна — Симферополь: CSMU Press, Ната, 2012. — 96 с. — ISBN 978-966-8926-61-7.
- Ефетов К. А. Единственное чудо — Симферополь: CSMU Press, Ната, 2012. — 96 с. — ISBN 978-966-8926-69-3.
- Ефетов К. А. Природы маскарад — Симферополь: CSMU Press, Ната, 2012. — 100 с. — ISBN 978-966-8926-70-9.